# Ciutat Vella
Ciutat Vella (hiszp. Ciudad Vieja; pol. Stare Miasto) – najstarsza dzielnica Barcelony. W jej skład wchodzą mniejsze jednostki: Raval, Barri Gòtic, La Ribera, Parc de la Ciutadella i Barceloneta. Ciutat Vella rozciąga się pomiędzy Morzem Śródziemnym i dziewiętnastowieczną dzielnicą Eixample. Jest to najczęściej odwiedzana przez turystów część Barcelony o powierzchni 4 km², zamieszkana na stałe przez 96 tys. osób. Osią dzielnicy jest aleja La Rambla, rozciągająca się między Plaça de Catalunya a portem morskim, złożona z kilku odcinków posiadających własne nazwy. 
Do przebudowy Barcelony w XIX wieku Ciutat Vella była otoczona przez średniowieczne mury miejskie, wyburzone w 1859. Było to ówczesne centrum miasta pod względem politycznym, handlowym oraz kulturalnym. Obecnie dzielnica pełni głównie te ostatnie funkcje. Architektura dzielnicy reprezentuje, zależnie od określonego obszaru, budownictwo od średniowiecza do początku XIX wieku.

## Galeria zdjęć

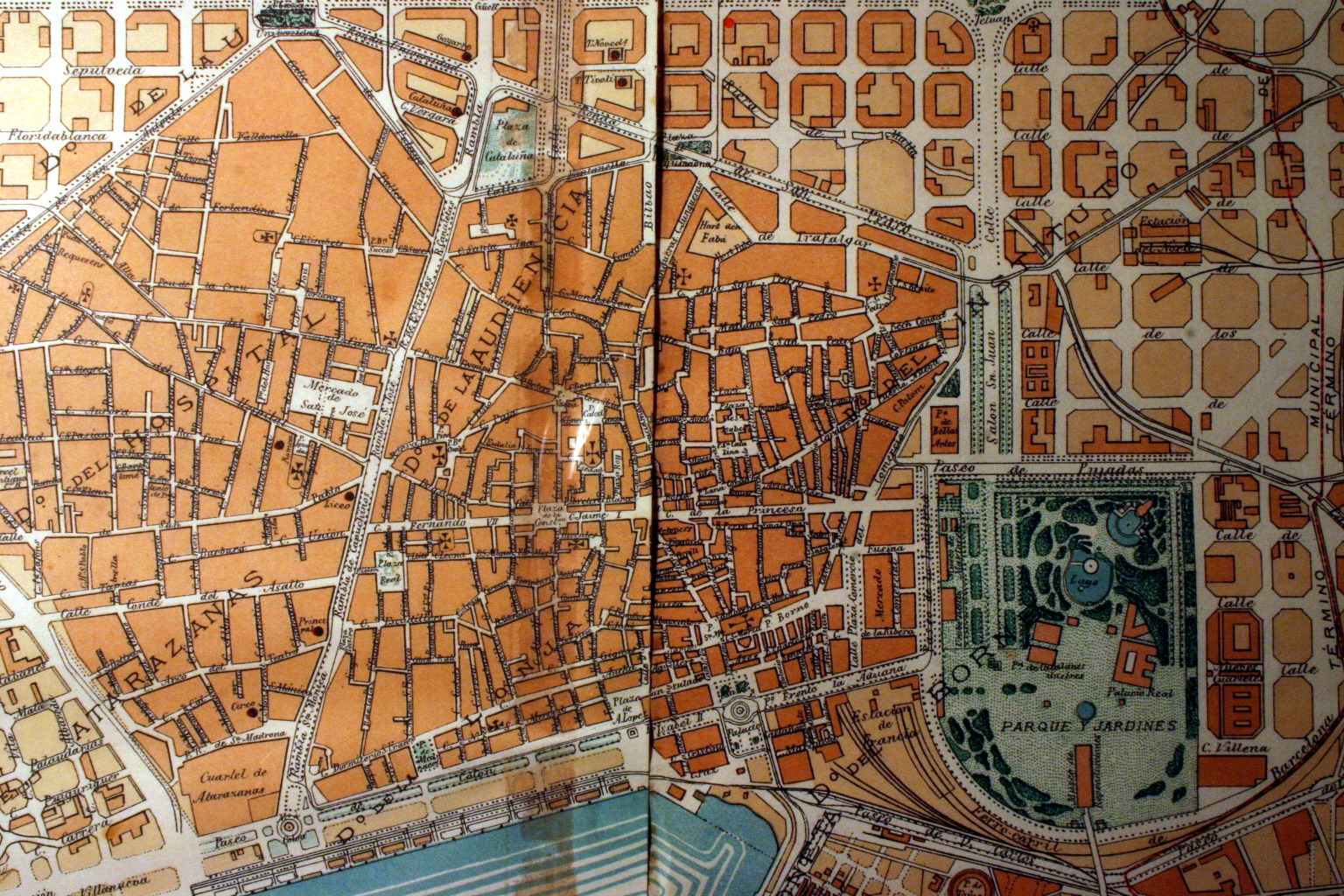
Plan dzielnicy z 1860
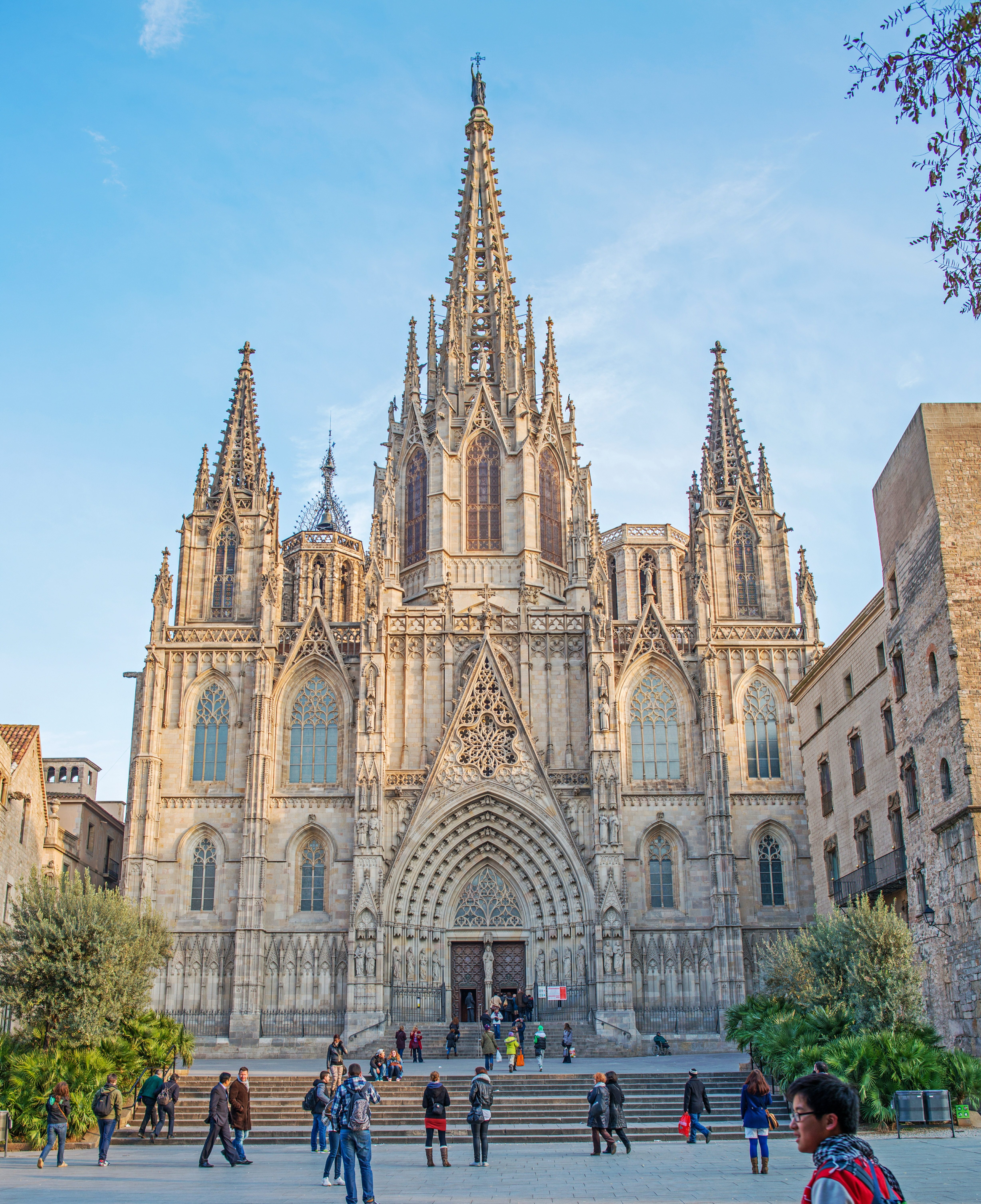
Katedra św. Eulalii (2013)